# Belszunu
Belszunu (akad. Bēlšunu, w transliteracji z pisma klinowego zapisywane zazwyczaj mEN-šu/šú-nu lub mbe-el-šu/šú-nu, tłum. „Ich pan”) – wysoki dostojnik za rządów asyryjskiego króla Aszurbanipala (669-627? p.n.e.), gubernator prowincji Hindanu. Wiadomo, iż w 648 r. p.n.e. pełnić miał też urząd asyryjskiego eponima (limmu). Jego imieniem jako eponima datowane są inskrypcje królewskie Aszurbanipala, listy oraz dokumenty prawne i administracyjne z Niniwy, Aszur i Guzany.